# Lignéville
Lignéville è un comune francese di 312 abitanti situato nel dipartimento dei Vosgi nella regione del Grand Est.

## Storia

### Simboli
Lo stemma del comune si blasona:
Questo era l'emblema della famiglia de Lignéville, una delle casate che faceva parte dei cosiddetti «Chevaux de Lorraine», quattro famiglie di origine cavalleresca che nel XVIII sec. frequentavano la corte dei duchi di Lorena. Le altre famiglie erano i de Lenoncourt, i du Châtelet e i de Haraucourt.

## Società

### Evoluzione demografica
Abitanti censiti